# George Boyd
George Jan Boyd (Chatham, Anglia, 1985. október 2. –) skót válogatott labdarúgó.

## Pályafutása

### Stevenage Borough
Boyd 15 éves korában csatlakozott a Charlton Athletic ifiakadémiájára, de onnan egy évvel később eltanácsolták. 2001-ben a Stevenage Borough akadémiájára került. A felnőtt csapatban 2002/03-as szezonban, egy Margate elleni mérkőzésen debütált. Bár többször is leülhetett a cserepadra, több játéklehetőséget nem kapott ebben az idényben. A csapat új menedzserét, Graham Westleyt meggyőzte Boyd játéka az FA Youth Cupban, így a következő évadban 11 alkalommal küldte pályára. A Tamworth ellen három gólpasszt adott, 2014 áprilisában pedig megszerezte első gólját is, a Northwich Victoria ellen.
Jó teljesítménye eredményeként a következő idényben fontos tagja lett a csapatnak, 37 meccsen játszott és három gólt szerzett, hozzásegítve csapatát a feljutásért vívott rájátszásba való bejutáshoz. Ugyanebben a szezonban kapta meg pályafutása első piros lapját, a Canvey Island ellen. A 2005/06-os szezont remekül kezdte, első öt meccsén háromszor volt eredményes. A Woking ellen kettő, a Gravesend & Northfleet ellen pedig egy gólt lőtt. Minden sorozatot egybevéve összesen 12 gólt szerzett, 47 mérkőzésen. Jó teljesítménye elismeréseként csapat 2005 novemberében új, hároméves szerződést kötött vele.
A következő évadra új menedzser érkezett a csapathoz, Mark Stimson személyében, aki csatárként játszatta Boydot. Első támadóként lejátszott meccsén rögtön gólt szerzett, a Tamworth ellen 2-1-re elvesztett mérkőzésen. Következő mérkőzésén, a Stafford Rangers ellen megszerezte pályafutása első mesterhármasát, míg az FA Trophyban, a Merthyr Tydfil ellen négyszer volt eredményes. Teljesítményével nagyobb csapatok érdeklődését is felkeltette, 2006 decemberében a Peterborough United ajánlatot tett érte, melyet a Stevenage elutasított. A hónap végén azonban a két csapatnak sikerült megegyeznie és 2007. január 8-án Boyd 260 ezer fontért a negyedosztályú klubhoz igazolt. A Stevenage korábban egyetlen eladott játékosért sem kapott ekkora összeget.

### Peterborough United
2007 januárjában, egy Darlington ellen 3-1-re elvesztett mérkőzésen mutatkozott be. Első gólját egy hónappal később, a Wrexham ellen lőtte. A szezon végéig összesen 20 meccsen játszott és hatszor talált be az ellenfelek hálójába. Legemlékezetesebb gólja egy Boston United elleni távoli lövésből született. A 2007/08-as szezonban 15 góllal járult hozzá a Peterborough feljutásához a harmadosztályba. Ezek közül hármat az Accrington Stanley 8-2-es legyőzésekor szerzett. Teljesítményének köszönhetően bekerült a negyedosztály álomcsapatába.
Boyd a harmadosztályban is alapembere maradt a csapatnak, minden sorozatot egybevéve 53-szor lépett pályára és tíz gólt lőtt. Csapata a második helyen végzett, így ismét feljutást ünnepelhetett, ezúttal a másodosztályba, Boyd pedig ismét bekerült a bajnokság álomcsapatába. A 2009/10-es idény első meccsén megszerezte első gólját a másodosztályban, a Derby County ellen, de csapata végül 2-1-re kikapott. 2009 októberében, a Doncaster Rovers ellen sorozatban már 125. alkalommal viselhette a Peterborough mezét, amivel új klubrekordot állított fel.
Az új menedzser, Mark Cooper 2010 januárjában csapatkapitánnyá nevezte ki Boydot. Egy hónappal később kiderült, hogy a téli átigazolási időszakban a szintén a másodosztályban szereplő Middlesbrough ajánlatot tett érte, melyet azonban a Peterborough elutasított. 2010 márciusában a Nottingham Forest a szezon végéig kölcsönvette Boydot azzal a szándékkal, hogy jó teljesítmény esetén nyáron véglegesen is leigazolja. Első meccsét a Swansea City ellen játszotta. Csak kevés lehetőséget jutott, mindössze hat bajnokin léphetett pályára. Egyetlen gólját a szezon utolsó meccsén, a Scunthorpe United ellen szerezte.
Boyd a 2010/11-es szezonra visszatért a Peterborough-hoz, mely időközben visszaesett a harmadosztályba. Új hároméves szerződést írt alá a csapattal. A szezon első meccsén, a Bristol Rovers ellen gólt szerzett, majd csapata következő meccsén, a Rotherham United ellen is eredményes volt, a Ligakupában. Összesen 17 gólt szerzett az idény során, amivel ő is hozzájárult ahhoz, hogy klubja bejutott a rájátszásba, melyet végül meg is nyert, így visszajutva a másodosztályba.
2011 nyarán a Burnley ajánlatot tett érte, melyet klubja elutasított, így az új szezont is a Peterborough Unitednél kezdte meg. Első gólját szabadrúgásból szerezte, egy Stevenage elleni Ligakupa-meccsen. 2012 áprilisában csapata szeretett volna hosszabbítani vele, de ő elutasította az ajánlatot, ezért a menedzser, Darren Ferguson átadólistára helyezte. 2013 januárjában több ajánlatot is elfogadott iránta a Peterborough United. Boyd úgy döntött, hogy az érdeklődők közül a Nottingham Forestet választja. Január 31-én a klub és a játékos mindenben megegyezett, de a Nottingham végül kihátrált az üzletből, mondván, szemproblémát fedeztek fel a játékosnál az orvosi vizsgálatok során.

### Hull City
2013 februárjában Boyd kölcsönben a szezon végéig a Hull Cityhez igazolt. Első meccsét csereként beállva, a Bolton Wanderers ellen játszotta. Kezdőként a Birmingham City ellen kapott először lehetőséget, és két gólt szerzett. A következő meccsen az őt januárban elutasító Nottingham Forest kapujába is betalált. Fontos tagjává vált a csapatnak, mely a Cardiff City elleni 2-2-es döntetlennel bebiztosította feljutását a Premier League-be.
2013. május 28-án a Hull véglegesen is leigazolta, kétéves szerződést kötve vele. 2014. május 17-én csereként beállva játszott az Arsenal elleni FA Kupa-döntőn. Bár csapata 3-2-re kikapott, a következő idényben elindulhatott az Európa-ligában. Boyd a KSC Lokeren Oost-Vlaanderen ellen játszotta pályafutása első nemzetközi kupameccsét.

### Burnley
2014. szeptember 1-jén a Burnley három évre leigazolta Boydot. Első bajnoki gólját október 18-án szerezte a csapatban, a West Ham United ellen. Később a Newcastle United és a Manchester City ellen is eredményes volt.

## Válogatott pályafutása
2009 áprilisában Boyd meghívót kapott a skót B válogatottba, miután a skót szövetség elfogadta a dokumentumokat, melyek igazolták, hogy a játékos anyai nagyapja Glasgow-ban született. Remekül sikerült a bemutatkozása, gólt szerzett Észak-Írország B válogatottja ellen.
2013 márciusában Gordon Strachan szövetségi kapitány behívta a skót válogatottba, a Wales és Szerbia elleni vb-selejtezőkre. Wales ellen nem kapott lehetőséget, de március 26-án, Szerbia ellen bemutatkozhatott a nemzeti csapatban.

## Sikerei

### Peterborough United
- A Football League Two második helyezettje: 2007/08
- A Football League One második helyezettje: 2008/09
- A Football League One rájátszásának győztese: 2010/11

### Hull City
- A Football League Championship második helyezettje: 2012/13

### Burnley
- A Football League Championship bajnoka: 2015/16

## Külső hivatkozások
- George Boyd pályafutásának statisztikái a Soccerbase oldalon (angolul)